# Tommasinia
Tommasinia es un género de plantas perteneciente a la familia de las apiáceas.

## Taxonomía
El género fue descrito por Antonio Bertoloni y publicado en Flora Italica 3: 414. 1837[1838]. La especie tipo es: Tommasinia verticillaris Bertol.	

## Algunas especies
A continuación se brinda un listado de las especies del género Tommasinia descritas hasta julio de 2013, ordenadas alfabéticamente. Para cada una se indica el nombre binomial seguido del autor, abreviado según las convenciones y usos.
- Tommasinia altissima (Mill.) Reduron
- Tommasinia kotschyi Boiss.
- Tommasinia purpurascens Boiss.
- Tommasinia szowitsii Boiss.
- Tommasinia verticillaris Bertol.